# Stayaway Skerries
Die Stayaway Skerries (englisch für „Bleib-weg-Schären“) sind eine Gruppe von Klippenfelsen und niedriger Riffe im Palmer-Archipel vor der Westküste des Grahamlands auf der Antarktischen Halbinsel. Sie liegen 2,5 km südlich des Kap Monaco vor der Südwestküste der Anvers-Insel
Eine hydrographische Einheit der Royal Navy nahm zwischen 1956 und 1957 ihre Vermessungen vor. Das UK Antarctic Place-Names Committee benannte sie 1959 so, da sie durch ihre Untiefen eine Gefahr für die Schifffahrt darstellen.